# 屋根裏の恋人
『屋根裏の恋人』（やねうらのこいびと）は、2017年6月3日から7月22日まで毎週土曜日23時40分 - 翌0時35分に東海テレビ制作のフジテレビ系「オトナの土ドラ」枠で放送された日本のテレビドラマである。
主演の石田ひかりは2003年の『かるたクイーン』（NHK総合）以来、14年ぶりの連続ドラマ主演作となる。

## キャスト
西條 衣香
演 - 石田ひかり（幼少期 : 古川凛）
主人公。専業主婦。優しく穏やかで人当たりも良い一方で、心の中では毒づく事で、表面の穏やかさを保っている一面がある。
瀬野 樹
演 - 今井翼
衣香の元恋人。18年前に衣香の前から姿を消した。今になって突然現れ、勝手に衣香の家の屋根裏に棲み着くこととなる。
菅沼 杏子
演 - 三浦理恵子
衣香の親友でファイナンシャル・プランナー。実は誠と不倫している。
和田 祐一
演 - 松澤一之
東京・葛西中央署の刑事。
西條 帆花
演 - 大友花恋
衣香と誠の娘で高校2年生。可愛らしく素直だが、かなりの毒舌。
好きな食べ物はエビチリ。
西條 勇人
演 - 髙橋楓翔
衣香と誠の息子で帆花の弟。中学3年生。成績優秀だが学校でいじめに遭っている。
好きな食べ物はハンバーグ。
金子 晃
演 - 速田隆成
西條 誠
演 - 勝村政信
衣香の夫。帆花と勇人の父で千鶴子の息子(義理)。日井キャピタル証券シニアアナリストで出世欲が強い仕事人間で、子供達の学校行事にも殆ど参加してなかったために帆花曰く「母子家庭と思われていた」というほど。
妻の親友である杏子と実は不倫中。
西條 千鶴子
演 - 高畑淳子
衣香の姑。誠の継母。帆花と勇人の祖母。ベリーダンスの講師。
好きな食べ物は肉じゃが。
瀬野 小町
演 - 芦那すみれ（第4話 - ）
瀬野の妹。

## スタッフ
- 脚本 - 旺季志ずか
- 音楽 - 平井真美子
- 主題歌 - BoA「Right Here, Right Everywhere」（avex trax）
- 監督 - 中田秀夫、川村泰祐、大内舞子
- 制作著作 - 大映テレビ
- 制作 - 東海テレビ

## 放送日程
| 各話   | 放送日  | サブタイトル       | 監督     |
| ------ | ------- | ------------------ | -------- |
| 第1話  | 6月03日 | 嘘をつく女         | 中田秀夫 |
| 第2話  | 6月10日 | 娘に嫉妬するとき   | 中田秀夫 |
| 第3話  | 6月18日 | 母親という雌       | 川村泰祐 |
| 第4話  | 6月24日 | 憎悪のキス         | 川村泰祐 |
| 第5話  | 7月01日 | 復讐と裏切りの間に | 大内舞子 |
| 第6話  | 7月08日 | 裏切りと言う名の愛 | 大内舞子 |
| 第7話  | 7月15日 | 憎悪の告白         | 川村泰祐 |
| 最終話 | 7月22日 | 背徳の行方         | 川村泰祐 |

- 第3話は、前夜（17日）の『第9回AKB48総選挙SP』放送のため30分繰り下げ、0時10分 - 1時5分に放送された（日曜放送）。
- 第7話は、『明治安田生命Jリーグワールドチャレンジ2017 浦和レッズ対ボルシア・ドルトムント』放送のため15分繰り下げ、23時55分 - 翌0時50分に放送された｡